# Naturfreundejugend Deutschlands
Die Naturfreundejugend Deutschlands (NFJD) ist der eigenständige Kinder- und Jugendverband der NaturFreunde Deutschlands e. V. und international bei der Naturfreundejugend Internationale (engl.: International Young Naturefriends, kurz IYNF) organisiert.
Die Naturfreundejugend engagiert sich in den Bereichen und zu den Themen Umwelt und Nachhaltigkeit, Demokratie und Mitbestimmung sowie nachhaltiges Reisen, internationale Jugendbegegnungen und Sport. Die Naturfreundejugend versteht sich als Teil der antifaschistischen Linken und setzt sich für Gleichberechtigung, gegen Rechtsextremismus und für Umweltschutz ein.

## Geschichte
„Den arbeitenden Menschen aus grauen Städten den Zugang zur Natur erschließen“, war das Ziel der Gründergeneration der Naturfreunde-Bewegung vor über 100 Jahren in Österreich. 1895 schloss man sich zusammen, um die Natur zu erkunden und das Recht des freien Zugangs zur Natur für alle zu erkämpfen. Es sollte eine Alternative zum Alpenverein geschaffen werden. Hierfür steht die damals klassenkämpferische Grußformel „Berg frei!“. Von Beginn an verbanden die Naturfreunde Freizeitgestaltung mit gesellschaftspolitischen Forderungen z. B. nach dem Acht-Stunden-Arbeitstag und gleichberechtigten Lebens- und Arbeitsbedingungen. Fachliche Schwerpunkte waren Wandern und Bergsteigen, Fotografie und Wassersport.
1926 schloss sich die deutsche Naturfreundejugend auf Reichsebene zusammen und trat dem Reichsausschuss der deutschen Jugendverbände bei. Neben der Auseinandersetzung mit dem erstarkenden Nationalsozialismus war die Arbeit der Naturfreundejugend geprägt durch den Protest gegen den Reichsarbeitsdienst, zu dem arbeitslose Jugendliche gezwungen wurden, sowie der Forderung nach der Trennung von Staat und Kirche. Deswegen wurden die Naturfreunde in den Anfangsjahren des Dritten Reiches weitgehend aufgelöst. Damit einher ging die Beschlagnahmung von über 300 Naturfreunde-Häusern und die Inhaftierung zahlreicher Mitglieder des Verbandes.
Unmittelbar nach der bedingungslosen Kapitulation 1945 gründeten sich regionale Verbände der Naturfreundejugend. Für die westdeutsche Naturfreundejugend war die Konsequenz aus dem Nationalsozialismus eine strikt antimilitaristische Position. In Ostdeutschland wurden die Reste des Wander- und Touristikvereins der Naturfreund dem Freien Deutschen Gewerkschaftsbund (FDGB), dem Kulturbund der DDR und dem Deutschen Verband für Wandern, Bergsteigen und Orientierungslauf der DDR (DWBO) untergeordnet.
Seit der Gründung der Bundesrepublik demonstrierten Teile der Naturfreundejugend gegen die Wiederbewaffnung, den Beitritt zur NATO und die Wiedereinführung der Wehrpflicht. Die Naturfreundejugend beteiligte sich an der Auseinandersetzung um die atomare Aufrüstung der Bundeswehr und spielte eine wichtige Rolle bei der Unterstützung des von Si Mustapha-Müller geleiteten Rückführungsdienstes für Fremdenlegionäre, dessen Aufgabe es war, während des Algerischen Unabhängigkeitskriegs Fremdenlegionäre zur Desertion aufzurufen und in ihre Heimatländer zurückzubringen. Mit der Kampagne „Notstand der Demokratie“ mobilisierte die Naturfreundejugend gegen die Notstandsgesetze der Bundesregierung.
1961 beschloss die Bundesjugendkonferenz die Beteiligung an den Ostermärschen. Der Bundesjugendleiter Herbert Faller (von 1975 bis 1981 Bundesvorsitzender der NaturFreunde), war Gründungsmitglied des Zentralausschusses des Ostermarsches und Klaus Vack (der spätere Bundeskulturreferent) war Sekretär der Ostermärsche und arbeitete viele Jahre in einer Bürogemeinschaft in Offenbach zusammen mit der hessischen Naturfreundejugend.
Ende der 1960er Jahre waren Teile der antiautoritären Jugendbewegung und der Studentenbewegung bei der Naturfreundejugend, weil sie in ihr einen undogmatischen Zwitter aus klassischem Jugendverband und außerparlamentarischer Opposition (APO) sahen.
In den 1980er Jahren beteiligte sich die Naturfreundejugend an der Friedensbewegung und unterstützte den Aufruf zum Boykott der Volkszählung von 1987. In den 1990er Jahren wurde gegen die Änderung des Asylgrundrechtsartikels demonstriert.
Mit der „Jugendzentrumsbewegung“ in den achtziger Jahren beeinflussten antiautoritäre Konzepte auch die Freizeitangebote der Naturfreundejugend.
In ihrer Satzung und in ihren Richtlinien bekennt sich die Naturfreundejugend zur Demokratie und zum Sozialismus. Das, was Sozialismus für den Verband bedeutet, hat sich im Laufe der Verbandsgeschichte immer wieder verändert. Unverändert im Mittelpunkt stehen jedoch weiterhin die Kernpunkte Gerechtigkeit und Solidarität, die Forderungen nach einem menschenwürdigen Leben und Arbeiten für alle Menschen und das Engagement für umweltgerechte und sozialverträgliche Produktions- und Wirtschaftsweisen.
Der Verein beteiligt sich an jugendpolitischen und gesellschaftspolitischen Aktivitäten oder initiiert sie selbst, wie zum Beispiel den alle zwei Jahre stattfindenden Kindergipfel. Sie ist Gründungsmitglied des Deutschen Bundesjugendringes und arbeitet u. a. im Deutschen Naturschutzring (DNR) mit.
Entsprechend ihrer Richtlinien bestimmen die Mitglieder in eigenen Organen und in allen Verbandsteilen ihre Arbeit selbst. Als Rechtsträger und Trägerverein fungiert der „Kinder- und Jugendwerk der Naturfreunde – Verein zur Förderung der Naturfreundejugend Deutschlands e. V.“
Nach ihrem Leitbild von 2007, das sich in die fünf Bereiche „Solidarität“, „Nachhaltigkeit“, „Demokratie und Mitbestimmung“, „Bildung“ sowie „Spaß und Erlebnis“ gliedert, erstrebt die Naturfreundejugend eine Demokratisierung aller Lebensbereiche und die Überwindung des Kapitalismus.

## Struktur des Verbandes
Die Naturfreundejugend hat eine föderale Struktur. Entscheidungen werden nach dem Mehrheits- und Delegationsprinzip getroffen. Es gibt vier Ebenen: die Ortsgruppen, die Bezirksebene, die Landesebene und die Bundesebene. Die einzelnen Verbände auf allen Ebenen verfügen dabei über einen eigenen Vorstand, der von der darunterliegenden Ebene gewählt wird.
Auf Bundesebene wird die Naturfreundejugend seit 2011 von einer geschlechtsparitätischen Doppelspitze geleitet, die von weiteren Mitgliedern der Bundesleitung unterstützt wird.
Von 2013 bis 2017 gab es darüber hinaus drei Fachbeiräte („Demokratie und Mitbestimmung“, „Umwelt und Nachhaltigkeit“ und „Reisen und Sport“). Diese wurden von einem speziell dafür gewählten Bundesleitungsmitglied geleitet. Diese Fachbeiräte wurden auf der Bundeskonferenz 2017 in Weimar abgeschafft.

## Freizeitgestaltung
Der Verein bietet durch die einzelnen Landesverbände sozialpädagogisch betreute Kinder- und Jugendreisen für Kinder, Jugendliche und junge Erwachsene bis 27 Jahren an. Diese beschränken sich auf Deutschland und das europäische Ausland. Bei allen Reisen wird Wert auf eine selbstbestimmte Freizeitgestaltung durch die Teilnehmenden gelegt.
Im Rahmen internationaler Völkerverständigung wird Kontakt durch einzelne Landesverbände zu internationalen Partnerorganisationen gehalten.

## Kindergipfel
Der Kindergipfel (KIGI) ist ein großes bundesweites Treffen für Kinder und Jugendliche zwischen 12 und 15 Jahren, das unter dem Motto „Kinder reden – Erwachsene hören zu“ alle zwei Jahre von der Naturfreundejugend Deutschlands organisiert wird. Auf dem Kindergipfel entwickeln die Teilnehmenden Forderungen und Selbstverpflichtungen. Diese fassen sie in einem Zukunftsvertrag zusammen und diskutieren sie mit Politikern.
Der erste Kindergipfel fand 1991 in der Frankfurter Paulskirche statt. Weitere Stationen waren Hannover (2000), Bonn (2001), Neumünster (2002), Dortmund (2004) und Duisburg (2006). 2008 fand der Kindergipfel zum Thema biologische Vielfalt erneut in Bonn statt, 2010 unter dem Motto „Eine Welt. Eine Zukunft. Unsere Chance. Wir fairändern!“ in Marburg und 2012 unter der Prämisse „Einer für alle, alle gegen einen – Tatort DisKRIMInierung“ in Nürnberg.
2014 fand der Kindergipfel zum 25. Jubiläum der UN-Kinderrechtskonvention in Zusammenarbeit mit dem Deutschen Kinderhilfswerk und Terre des hommes vom 15. bis 17. November in Berlin statt. 2016 stand der Kindergipfel unter dem Motto „Was denkst du, wenn du an Afrika denkst“. Nach 25 Jahren fand er wieder in Frankfurt statt.

## Publikationen
Je zweimal jährlich veröffentlicht die Naturfreundejugend Deutschlands ihr Jugendmagazin „ke:onda“ und ihre Kinderzeitschrift „KidsPower“, kurz „KiPo“, in denen jeweils aktuelle gesellschaftliche Fragestellungen und Verbandsthemen thematisiert werden.
- Ansgar Drücker, Stephan Schiller: Naturfreundejugend Deutschlands, Sex, Drugs & Kindeswohl, zwischen Rechtslage und Realität, eine Broschüre zu den Themen Umgang mit Sexualität – Drogenprävention – Kindeswohlgefährdung – (nicht nur) auf Reisen und Freizeiten. Naturfreundejugend Deutschlands, Remagen 2008, ISBN 978-3-921381-43-4.
- Naturfreundejugend (Hrsg.): Natura in Aktion: mit Jugendlichen europäische Schutzgebiete erkunden. Naturfreundejugend Deutschlands, Berlin 2014, ISBN 978-3-921381-56-4.
- Heinz Hoffmann, Jochen Zimmer (Hg.): Wir sind die grüne Garde. Geschichte der Naturfreundejugend, Essen 1986.